# Risto Nuuros
Risto Nuuros, född den 26 december 1950 i Suomusjärvi, är en finländsk orienterare som tog VM-silver i stafett 1974 och 1979 samt individuellt 1978, han har även tagit ett VM-brons i stafett 1978.